# Mosquée de Niujie
La Mosquée de Niujie (chinois : 牛街礼拜寺 ; pinyin : niūjiē lǐbàisì) fut construite en 996 par Nazruddin, un savant arabe fonctionnaire de la dynastie Liao (Khitans) dans leur ce qui était alors leur capitale du Sud, nommée alors Nanjing. C'est la plus vieille et plus grande mosquée  de Pékin. L'édifice a été agrandi et rénové sous les dynasties Yuan, Ming et Qing et se caractérise par sa disposition symétrique orientée est-ouest. Étendue sur 6 000 m2, la mosquée est un mélange d'architectures chinoise et orientale qui abrite deux salles des prières, pour les hommes et pour les femmes, qui peuvent accueillir 1000 personnes, une tour observatoire, un minaret, une salle de lecture, une salle d'Écritures Saintes et un hammam. Depuis la proclamation de la République populaire de Chine en 1949, la mosquée a subi des travaux de rénovations en 1955, 1979 et 1996.
La mosquée est située dans la Rue de la Vache (牛街/Niu jie), district de Xuanwu, du côté ouest de la « ville tartare » au centre de Pékin. Elle dessert la très nombreuse communauté musulmane chinoise, principalement de nationalité Hui, du quartier. Elle est ouverte aux visiteurs, à l'exception des salles de prière réservées aux musulmans.

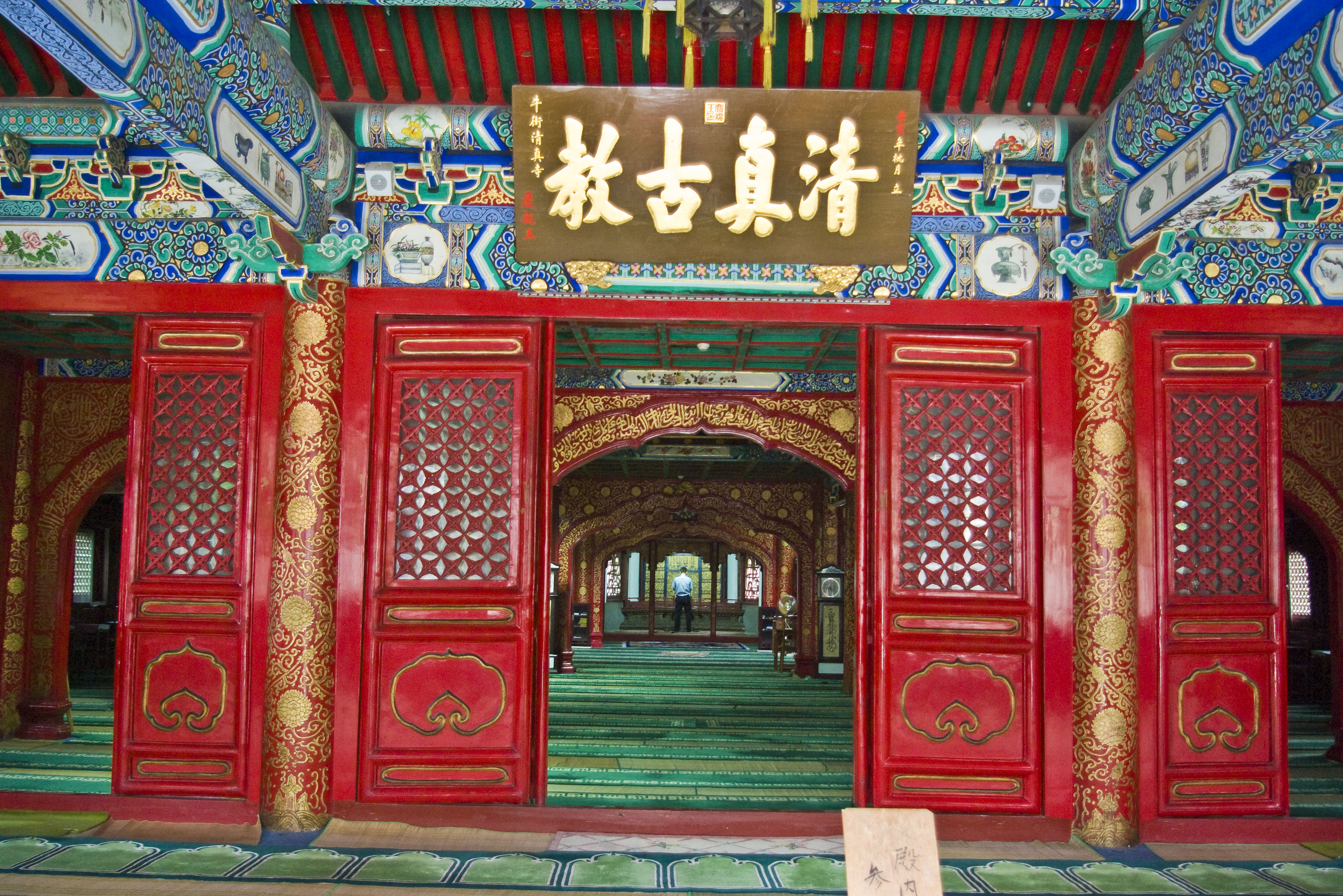
Mosquée Niujie (vue de l'intérieur).
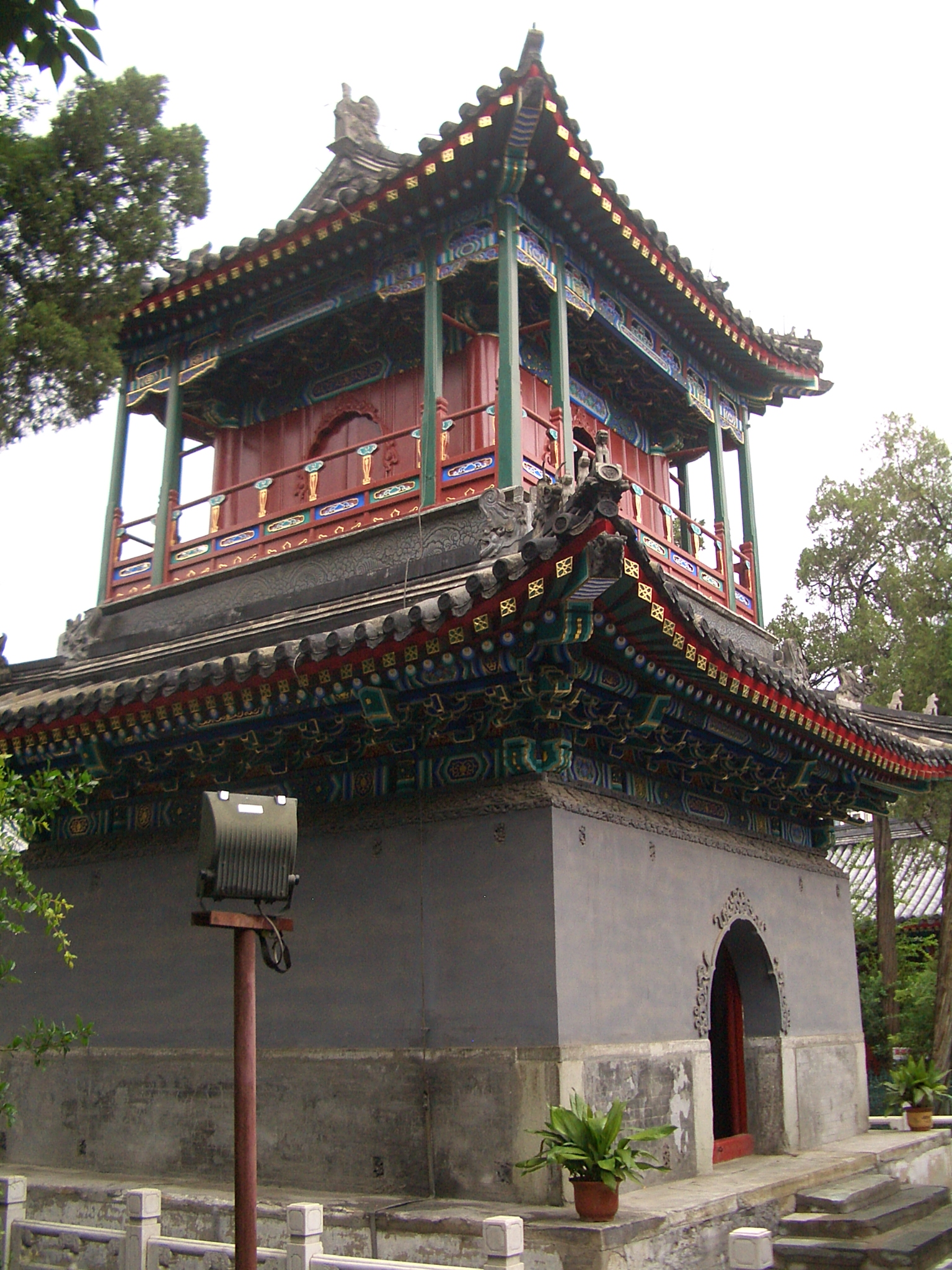
Minaret datant de la dynastie Liao